# Чечевиця євразійська
Чечевиця євразійська (Carpodacus erythrinus) — птах ряду горобцеподібні родини в'юркових.

## Опис
Птах розміром трохи більший за горобця — маса тіла 20-25 г, довжина тіла близько 15 см.
У дорослого самця в шлюбному вбранні спина, крила і хвіст бурі, з нечіткою темною строкатістю; голова, крім буруватих покривних пер вух, горло, воло, поперек і надхвістя червоні (насиченість червоного кольору в оперенні з віком посилюється від світло-червоного до кармінно-червоного); груди, черево і підхвістя білі; на покривних перах крила дві рожевуваті смуги; махові і стернові пера бурі, з червонуватою облямівкою; дзьоб сірий; ноги бурі; у позашлюбному вбранні червоний колір оперення тьмяніший, з густим бурим відтінком.
У дорослої самки зверху сірувато-бура, з темними рисками; горло і воло буруваті; боки тулуба білі, з темними рисками; груди, черево і підхвістя білі; смуги на крилі білуваті.
Молодий птах подібний до дорослої самки, але риски на тулубі виразніші..

## Звуки
Пісня — свист «віті — вітіу», що часто повторюється; поклик — тихе «чві».

## Поширення
Гніздиться в лісовій смузі Євразії. Перелітний птах. Зимує в Південній та Південно-Східній Азії.
В Україні гніздовий птах Полісся і північного Лісостепу, а також північної частини Степу і півдня Криму. В періоди міграцій трапляється по всій Україні.

## Гніздування

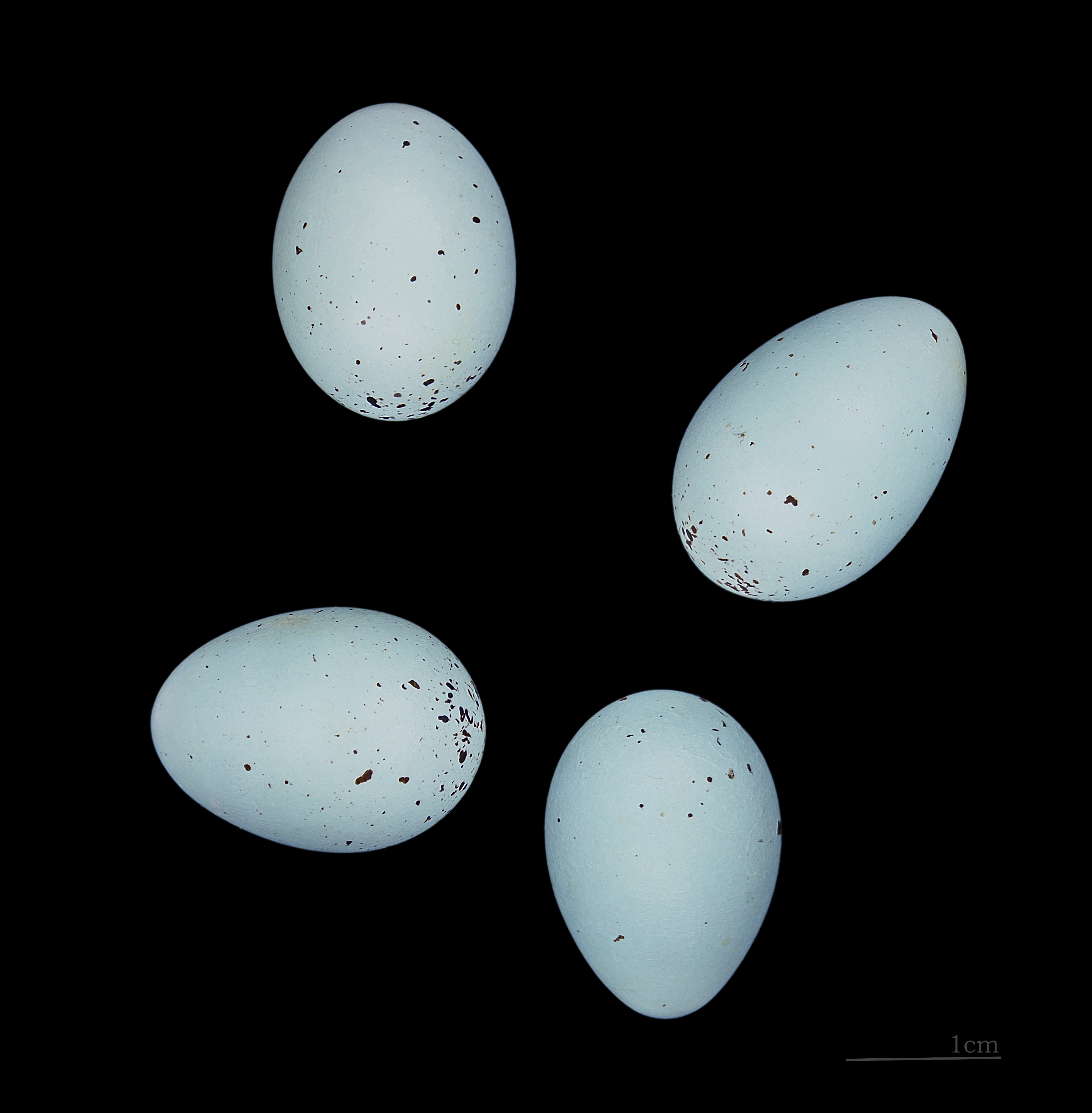
Яйця чечевиці євразійської в оологічній колекції (Тулузький музей)

Гніздиться переважно на вологих луках із групами чагарників та окремими деревами, в широких долинах річок, на узліссі хвойних і листяних лісів, серед верболозів, зарості черемхи, на зарослих лісових вирубках та згарищах, інколи — в садах.
Моногамний птах. Гнізда вблаштовують серед густих гілок чагарників або невисоких дерев на висоті близько 2-2,5 м над землею. Гніздо є доволі пухкою спорудою, що зроблено зі стебел різних трав'янистих рослин і корінців. Лоток гнізда вистилається м'яким рослинним матеріалом і в незначній кількості кінським волосом.
Кладка нараховує від З до 6, найчастіше 4-5 яєць. Вони мають інтенсивне блакитно-зелене забарвлення основного тла, на поверхні якого розкидані темно-бурі і чорно-фіолетові цятки і каракульки, що збираються на тупому кінці яйця в негустий віночок. Насиджування триває 13-14 днів. Пташенята залишаються в гнізді близько двох тижнів.